# Paul Howard
Paul Howard, conosciuto anche come Paul Leroy "Ox Blood" Howard, (Steubenville, 20 settembre 1895 – Los Angeles, 18 febbraio 1980), è stato un sassofonista e clarinettista statunitense jazz.

## Biografia

### Carriera
Paul Howard iniziò con la cornetta e suonò anche oboe, fagotto, flauto e pianoforte, ma si concentrò sul sax tenore. Dopo essersi trasferito a Los Angeles nel 1911, ottenne una prima esperienza professionale con i Syncopators di Wood Wilson nel 1916, la Howdy Band di Satchel McVea e la Black and Tan Band di Harry Southard.
Howard suonò nelle band di King Oliver e Jelly Roll Morton quando girarono la California. Ha inciso per la prima volta con i Quality Four nel 1922-23, poi suonò con Sonny Clay nel 1925 prima di formare il proprio gruppo, i Quality Serenaders, più tardi quell'anno.
Tra i suoi sidemen c'erano George Orendorff, Lionel Hampton (che suonava la batteria), Lawrence Brown (trombone) e Charlie Lawrence, le ance, che hanno anche composto e arrangiato la maggior parte delle registrazioni di Howard. Suonarono al Sebastian's Cotton Club dal 1927 al 1929 e registrarono per la Victor Records prima di sciogliersi nel 1930, quando Les Hite raccolse alcuni dei membri.
Successivamente Howard suonò con Ed Garland, Freddie Washington, Lionel Hampton ancora nel 1935, Eddie Barefield (1936-37), Charlie Echols e il suo gruppo, tra cui quello che ebbe una residenza al Virginia's di Los Angeles dal 1939 al 1953.

### Sessioni di registrazione
La band di Howard partecipò solo a 6 sessioni di registrazione, ma tutte sono di prima qualità e, per l'epoca, molto avanzate:
16 aprile 1929, Hollywood
50830-1-2 Overnight Blues - Victor rejected
50831-1-2-3 Quality Shout - Victor rejected
28 aprile 1929, Culver City
50868-1 The Ramble - Victor V-38068 e Bluebird B-5804
50869-2 Moonlight Blues - Victor V-38068
50870-2 Idea di Charlie - Victor V-38070 e Victor 22001
29 aprile 1929, Culver City
50830-4 Overnight Blues - Victor V-38070 e Victor 22001
50831-5 Quality Shout - Victor V-38122
50877-1 Stuff - Victor V-38122 e Bluebird B-5804
21 ottobre 1929, Culver City
54477-1-2 Harlem - Victor rejected
54478-1-2 Cuttin 'Up - Victor rejected
3 febbraio 1930, Culver City
54477-3 Harlem - Victor 23354
54478-3 Cuttin 'Up - Victor 23420
54585-1 New Kinda Blues - Victor 22660
54586-2 California Swing - Victor 23354
25 giugno 1930, Hollywood
54847-3 Burma Girl - Victor rejected (pubblicato su un Lp Victor LPM-10117)
54848-1 Gettin 'Ready Blues - Victor 23420